# أبو غربان
أبو غربان منطقة عراقية في جنوب شرق مدينة السلمان بقضاء السلمان في محافظة المثنى في صحراء الحجرة بالبادية العراقية بجنوب العراق. وتُنسب إلى أبي غربان فيضة أبي غربان، ومنخفض أبي غربان.